# Манљеу
Манљеу (шп. Manlleu) град је у Шпанији у аутономној заједници Каталонија у покрајини Барселона. Према процени из 2017. у граду је живело 20 104 становника.

## Становништво
Према процени, у граду је 2017. живело 20 104 становника.
| 2017.  |
| ------ |
| 20.104 |

## Партнерски градови
- Alcaudete